# 普里切皮夫卡 (魯任區)
49°40′36″N 29°27′31″E / 49.67667°N 29.45861°E
普里切皮夫卡（烏克蘭語：Причепівка），是烏克蘭北部的村莊，隸屬日托米爾州的別爾季切夫區。該村面積0.36平方公里，海拔高度226米，2001年人口73，人口密度每平方公里201.66人。